# Acanthoscelidius californicus
Espèce
Acanthoscelidius californicus est une espèce d'insectes appartenant à la famille des Curculionidae